# Chloridolum viride
Chloridolum viride är en skalbaggsart som först beskrevs av Thomson 1864.  Chloridolum viride ingår i släktet Chloridolum och familjen långhorningar.
Artens utbredningsområde är Taiwan. Inga underarter finns listade i Catalogue of Life.